# Parattahia usignata
Parattahia usignata is een hooiwagen uit de familie Triaenonychidae.